# Astragalus ochotensis
Astragalus ochotensis là một loài thực vật có hoa trong họ Đậu. Loài này được A.P.Khokhr. miêu tả khoa học đầu tiên.